# Haplogrupo U (ADNmt)
En genética humana el haplogrupo U es un haplogrupo de ADN mitocondrial descendiente del macrohaplogrupo R y es típico de Eurasia Occidental. A veces se le denomina UK y ocasionalmente Uk por la inclusión del clado K.
Está definido por las mutaciones 11467, 12308 y 12372, y se estima que se originó en el Medio Oriente hace unos 50.000 a 60.000 años.

## Frecuencias
- Europa:[2] Finlandia 25%, Estonia 24.5%, Rusia europea 23%, Letonia 23%, Dinamarca 22%, Bélgica 22%, Ucrania 21%, Francia 18.5%, Lituania 18%, Noruega 16.5% Suiza 16.5%, Polonia 16%, Suecia 16%, Holanda 16%, Alemania 15% Inglaterra 15%, Irlanda 15%, Escocia 13%, Italia 12.5%, Islandia 12.5%, Austria 12%, Grecia 11.5% y España 10%. Etnias con las más altas frecuencias son los gitanos con 46%, lapones 45% y chuvasios 36%.

- Oriente Medio: Según Abu-Amero 2008,[3] destacan Jordania y Siria con 22%, les siguen Irán 19%, Catar 19%, Irak 16.5%, Turquía 16%, EAU 14.5%, Omán 12%, Arabia Saudí 10% y Yemen 9%.

- Sur de Asia: Según Metspalu 2004,[4] encontramos en Irán 29%, Pakistán 21%, Bangladés 17% e India 11%. Importantes frecuencias en etnias: en kalashas de Pakistán 52%, burushos 34%, kurdos de Irán 35% y luros 34%.

- África: En bereberes de Argelia 29% ,[5] Egipto 9%, Marruecos 7%, Etiopía 5% y en África Occidental 3%.

- Otros: También es importante en el Cáucaso con 16%, Asia Central 11% y menores frecuencias en Siberia, Sudeste de Asia y China.

## Subclados

### U1
Tiene una antigüedad de unos 37.000 años. Distribuido principalmente en el Medio Oriente, subcontinente indio y Cáucaso, aunque de forma irregular y bajas frecuencias en toda Europa. En India es importante en Karnataka con 20%, menos en Kerala y en Tamil Nadu. En el Medio Oriente destacan kurdos, beduinos, druzos y burushaskis con 7%, menores frecuencias en Siria, Turquía, Jordania e Irán. En el Cáucaso se encontró 8% en Azerbaiyán y 5% en Georgia.

### U5

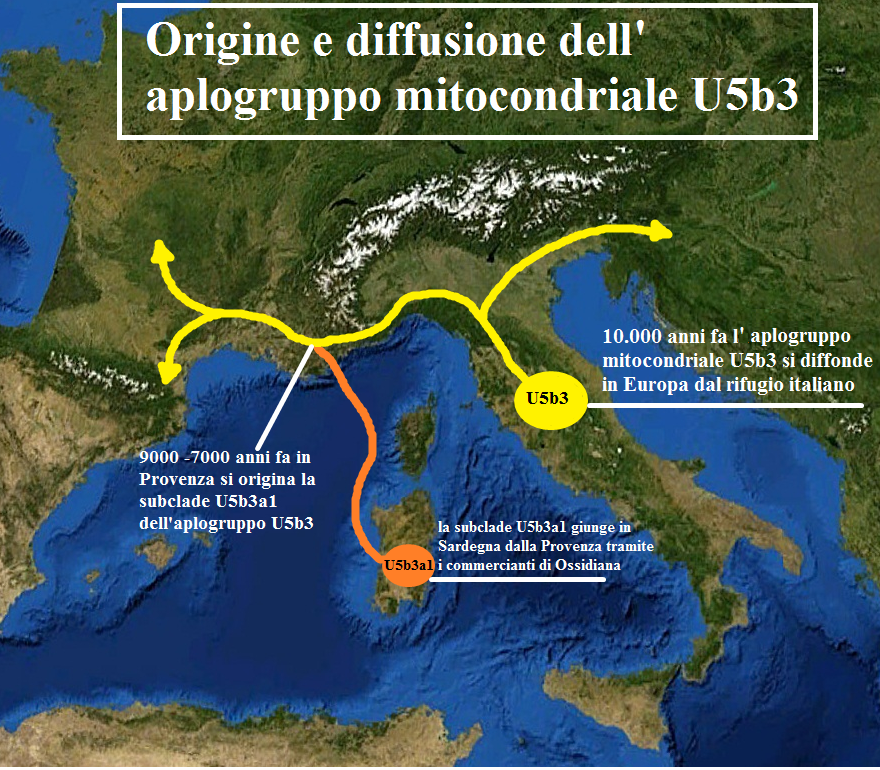
Versión de la dispersión del haplogrupo U5b3 en Europa.

U5 es típico de Europa, con un promedio del 10%. Tiene unos 36.000 a 52.000 años de antigüedad. Es mayoritario entre los sami. La más alta frecuencia está entre los lapones, es también común en toda la Europa del Mesolítico. En el Medio Oriente destacan hazaras (9%), turcos (8%), persas y kurdos. Menores frecuencias en el Cáucaso, Bangladés, África del Norte y África Occidental.
- U5a: Importante en toda Europa, especialmente en su zona Norte y Noreste. Tienen frecuencias altas, entre otros, algunos rusos con un 10% y los habitantes de la región Volga-Urales con un 12%.[10]
- U5b: Predominante en la zona norte de la península ibérica. Los actuales cántabros y vascos poseen casi exclusivamente linajes U5b como el U5b1f, el U5b1c1 y el U5b2, este último minoritario entre los vascos franceses y mucho más frecuente entre los vascos españoles.[11][12]
- U5b2c: El linaje U5b2c1 fue fundado por el fenicio de Cartago, actual Túnez, Joven de Byrsa y los posteriores linajes U5b2c2 y U5b2c3 tienen la principal relación con él.[13]U5b2c3 predomina en Aragón, España.[14]

### U6
U6 con unos 36.000 años de edad, es típico de África del Norte, con un promedio de 10% y un máximo en bereberes argelinos con 29% con 18%. También se encuentra en el Medio Oriente, sobre todo en beduinos con 7%. Menores frecuencias en Iberia, Etiopía, África Occidental y Oriental.
- (16219)
  - U6a: Distribuido ampliamente y llegando hasta el África Oriental.
  - U6b: Frecuente hacia el Oeste; está en el Magreb, Norte de Iberia, África Occidental y Canarias.
- U6c: Solo en Marruecos y Canarias.

### U2'3'4'7'8'9 (1811)
Clado con unos 54.000 años. Tiene los siguientes descendientes:
- U2: Típico del subcontinente Indio, encontrando en Pakistán 11%, Bangladés 10% e India 6%;[4] con las frecuencias más altas en Gujarat (India) con 18% y Sind (Pakistán) 17%.[6] Menores frecuencias en todo el Medio Oriente, Asia Central y Europa, así como en Birmania y Tailandia. 
  - U2a: Principalmente en Gujarat, Uttar Pradesh y Madhya Pradesh (India); y en Pakistán.
  - U2b: Especialmente en Madhya Pradesh (India) y el valle de Hunza (Pakistán).
  - (152)
    - U2c: Destacan Bangladés, Sind (Pakistán) y Tamil Nadu (India).
    - U2e: La más alta frecuencia está en kalashas (16%).[6] Se encuentra bien difundido, aunque en bajas frecuencias en el Medio Oriente, Asia Central, Cáucaso y Europa.

- U3: Típico del Medio Oriente y Cáucaso, con frecuencias importantes en Jordania con 15%,[3] luros de Irán 18%,[6] Siria, Irak, Turquía, etc. Menores frecuencias en Europa y Asia Central, destacando los gitanos con 36-56%[15] y en Bulgaria.

- U4'9
  - U4: Presente en toda Europa y en algunas etnias de Pakistán y el Cáucaso. Es importante en la Rusia europea con un promedio de 8%, destacando los komi-zirianos con 24% y chuvasios 16%.[10] En Pakistán sobresalen los kalashas con 34% y los parsi de Karachi con 14%.
  - U9: En Arabia Saudí y costa Makrán del Sur de Asia.

- U7: Típico de Irán, Pakistán y Kurdistán. Menores frecuencias en India, Bangladés y Cercano Oriente.

- U8
  - U8a: Propio del País Vasco.[16] Se encuentra también en la zona norte de España y, en menor medida, en Finlandia, Gran Bretaña y Holanda.
  - U8b'K
    - U8b: Encontrado en Italia, Jordania y en kurdos.
    - K: Típico de Eurasia Occidental (Medio Oriente, Europa, Cáucaso, Asia Central, Oeste de Siberia y África del Norte).
      - K1
      - K2

| Haplogrupos de ADN mitocondrial humano |                      |      |      |      |      |      |      |      |      |      |      |      |      |      |    |    |       |       |   |   |   |   |   |   |   |  |   |   |   |   |  |  |  |  |    |    |    |
|                                        | Eva mitocondrial (L) |      |      |      |      |      |      |      |      |      |      |      |      |      |    |    |       |       |   |   |   |   |   |   |   |  |   |   |   |   |  |  |  |  |    |    |    |
| L0                                     | L1–6                 | L1–6 | L1–6 | L1–6 | L1–6 | L1–6 | L1–6 | L1–6 | L1–6 | L1–6 | L1–6 | L1–6 | L1–6 | L1–6 |    |    |       |       |   |   |   |   |   |   |   |  |   |   |   |   |  |  |  |  |    |    |    |
| L0                                     | L1                   | L2   |      |      |      | L3   | L3   | L3   | L3   | L3   | L3   | L3   | L3   | L3   | L3 | L3 | L3    | L3    |   |   |   |   |   |   |   |  |   |   |   |   |  |  |  |  | L4 | L5 | L6 |
| L0                                     | L1                   | L2   | M    | M    | M    | M    | M    | M    | M    | N    | N    | N    | N    | N    | N  |    |       |       |   |   |   |   |   |   |   |  |   |   |   |   |  |  |  |  | L4 | L5 | L6 |
| L0                                     | L1                   | L2   | CZ   | CZ   | D    | E    | G    | Q    |      | A    | I    | O    | R    | R    | R  | R  | R     | R     | R | R | R | R | R | R | R |  | S | W | X | Y |  |  |  |  | L4 | L5 | L6 |
| L0                                     | L1                   | L2   | C    | Z    | D    | E    | G    | Q    | B    | A    | I    | O    | F    | R0   | R0 |    | R2'JT | R2'JT |   |   | P | P |   | U |   |  | S | W | X | Y |  |  |  |  | L4 | L5 | L6 |
| L0                                     | L1                   | L2   | C    | Z    | D    | E    | G    | Q    | B    | A    | I    | O    | F    | HV   | HV | JT | JT    | K     |   |   | P | P |   |   |   |  | S | W | X | Y |  |  |  |  | L4 | L5 | L6 |
| L0                                     | L1                   | L2   | C    | Z    | D    | E    | G    | Q    | B    | A    | I    | O    | F    | H    | V  | J  | T     | K     |   |   | P | P |   |   |   |  | S | W | X | Y |  |  |  |  | L4 | L5 | L6 |